# 拉姆的情歌
拉姆的情歌（日语：ラムのラブソング）是日本女性歌手松谷祐子的第1張單曲，1981年10月21日由Canyon（今Pony Canyon）發行。此外這裡也介紹多種不同的翻唱版本。

## 解說
同名標題曲「拉姆的情歌」是富士電視台電視動畫《福星小子》從1981年10月開播以後，從第1話使用至第100話至用的片頭主題曲，由於後來多次被翻唱，因此也是該動畫的代表名曲。至於B面曲「宇宙糟糕了！」也被選為同名動畫開播之後的第一首片尾主題曲（從第1話至第42話）使用。
另外，因為JASRAC在當時正式登記此歌曲的正式名稱叫做「福星小子的主題曲」，所以有部分的CD或者是其它媒體就用JASRAC的登記名稱記載。

## 逸事
- 此歌曲的主唱者松谷祐子在她聽過自己性感的嗓音和咯咯的笑聲之後，因為覺得很難為情，所以在發行時是由作曲者小林泉美（日语：小林泉美 (歌手)）擔任主唱。
- 除了用在動畫之外，也有使用在PC Engine和CD-ROM²（日语：CD-ROM2）機種發行遊戲《福星小子 STAY WITH YOU（日语：うる星やつら STAY WITH YO）》上，跟動畫版一樣當作遊戲開頭主題曲曲使用。
- 從2000年開始每年都有出現各式各樣的歌手將此歌曲進行翻唱。但在2005年，此歌曲的原唱者松谷她就在自己的獨唱專輯《Anisong No.1》中收錄了自己再重新翻唱的版本。
- 此歌曲曾在2007年被編成同步曲調，並且被選為電視劇《WATER BOYS2（日语：WATER BOYS2）》（富士電視台）主題曲使用，然後有發行電視劇原聲帶。
- 此歌曲由於是「福星小子」主題歌曲系列中具有壓倒性廣大人氣和知名度的歌曲，所以在其它節目只要講到《福星小子》這部作品時，必然會放這首歌曲[來源請求]。
- 此歌曲被濱崎步翻唱之後，曾被用在行動電話的鈴聲促使濱崎她的知名度上升[來源請求]。
- 此歌曲在GIGA鈴聲的手機鈴聲排行榜中，2004年度年榜排名登上第77名，後又在2005年度年榜排名更上一層樓地爬到第70名。
- 至於B面歌曲「宇宙糟糕了！」其歌詞內容搭配《福星小子》所營造出各式各樣不同的角色加上不平凡的日常生活之世界觀。在這裡，該作品每位角色們的設定都有自己奇怪的地方，而這些所謂奇怪的地方全都聚集在一起，很準確地在歌詞中就這樣的表現出來了[5]。
- 此歌曲曾被遊戲公司Jaleco1986年4月於街機發行的平台動作遊戲《桃子120%》作為主題背景音樂使用（當初是以「福星小子」為主題開發的街機遊戲，但尚未取得版權）。後來Jaleco取得版權後，由東星軟件開發，同年10月23日以「福星小子 拉姆的結婚鈴（日语：うる星やつら ラムのウェディングベル）」名義移植至紅白機發行，其中遊戲內容與前者不一樣的是，後者只將裡面的角色全部都換成《福星小子》登場的角色。
- 此歌曲曾被科樂美（現改名科樂美數位娛樂）2002年於街機發行的音樂遊戲《pop'n music》收錄，而且是在已經有經過授權之下收錄。現今已經從收錄音樂名單中刪除。

## 單曲收錄內容
| CD單曲   | CD單曲                                                                        | CD單曲 |
| 曲序     | 曲目                                                                          | 时长   |
| -------- | ----------------------------------------------------------------------------- | ------ |
| 1.       | 福星小子的主題曲 -拉姆的情歌-（うる星やつらのテーマ -ラムのラブソング-）（富士電視台電視動畫《福星小子》片頭主題曲） | 2:44   |
| 2.       | 宇宙糟糕了！（宇宙は大ヘンだ！）（富士電視台電視動畫《福星小子》片尾主題曲）                  | 3:25   |
| 总时长： | 总时长：                                                                      | 6:09   |

## 翻唱

### 山本梓翻唱版
《Azu☆Tora ～福星小子 拉姆的情歌～》（日语：あず☆トラ ～うる星やつら ラムのラブソング～）是寫真偶像山本梓的首張單曲。2007年3月7日由GIRLS' RECORD出貨，Avex Marketing Communications販售。
而山本梓翻唱的A面單曲「拉姆的情歌」是用出神音樂的風格翻唱並收錄，不僅如此，B面歌曲「宇宙糟糕了！」也用同樣的風格收錄，而且二首歌曲都有卡拉OK版本，總共全4首收錄。 
至於附贈的DVD內容是，山本Cosplay成《福星小子》女主角拉姆的造型在唱歌，並有收錄幕後花絮影片。

#### 收錄歌曲
| Disc1: CD | Disc1: CD              | Disc1: CD |
| 曲序      | 曲目                   | 时长      |
| --------- | ---------------------- | --------- |
| 1.        | 拉姆的情歌（ラムのラブソング）         | 2:59      |
| 2.        | 宇宙糟糕了！（宇宙は大ヘンだ！）       | 3:58      |
| 3.        | 拉姆的情歌（卡拉OK）   | 3:00      |
| 4.        | 宇宙糟糕了！（卡拉OK） | 3:58      |

| Disc2: DVD | Disc2: DVD                |
| 曲序       | 曲目                      |
| ---------- | ------------------------- |
| 1.         | 拉姆的情歌（Music Video） |
| 2.         | 特典影像                  |

### misono翻唱版
《福星小子的主題曲 -拉姆的情歌-/「Me」》（日语：うる星やつらのテーマ -ラムのラブソング-/「ミィ」）是日本女性歌手misono的第14張單曲，2009年9月23日與她的個人專輯《Cover Album》同一時間由avex trax發行。
同名標題曲收錄在專輯《Cover Album》時，除了作把這兩首製作成集成曲之外，還有編曲的方式和松谷祐子的原唱版本有所不同。因此misono她在上綜藝節目《SUKKIRI!!》接受專訪被問到「請問（妳）為什麼會翻唱這首歌呢」，misono的回答是「為了突破我姊姊（倖田來未）的單曲「甜心戰士」翻唱表現，所以我想到利用這首動畫歌曲的翻唱來進行銷售」。
此單曲後來在2009年10月31日開辦的『Hexagon Family Concert 2009』活動上，misono她就在現場直接自己一個人獨自現唱。
至於另一首A面歌曲「「Me」」後來有收錄在同名專輯《Me》裡，同時將歌名改成「「Me」 ～Me Ver.～（ ～Me Ver.～）」。
此單曲的販售形式有通常單曲CD和特典CD+DVD共2種。而特典CD+DVD有附贈「福星小子的主題曲」的PV影片DVD，但是單曲CD的另一首A面歌曲「「Me」」沒有和前者一起收錄，而「「Me」」的PV影片DVD則收錄在專輯《misono與唱歌吧！動畫歌集成曲I》裡。

#### 收錄歌曲
| Disc1: CD | Disc1: CD                                     | Disc1: CD | Disc1: CD | Disc1: CD | Disc1: CD |
| 曲序      | 曲目                                          |           | 作曲      | 编曲      | 时长      |
| --------- | --------------------------------------------- | --------- | --------- | --------- | --------- |
| 1.        | 福星小子的主題曲 -拉姆的情歌-（うる星やつらのテーマ -ラムのラブソング-）             | 伊藤皓    | 小林泉美  | 西川進    | 3:00      |
| 2.        | 「Me」（ミィ）                                    | misono    | misono    | 藤田顯    | 4:06      |
| 3.        | 福星小子的主題曲 -拉姆的情歌-（instrumental） |           |           |           | 3:00      |
| 4.        | 「Me」（instrumental）                        |           |           |           | 4:01      |

| Disc2: DVD | Disc2: DVD                                   |
| 曲序       | 曲目                                         |
| ---------- | -------------------------------------------- |
| 1.         | 福星小子的主題曲 -拉姆的情歌-（Music Video） |
| 2.         | misono與唱歌吧！動畫歌集成曲I（Music Video） |

### Orange Caramel翻唱版
《LIPSTICK/拉姆的情歌》是韓國女性偶像團體After School的子團體ORANGE CARAMEL於日本推出的第2張雙A面單曲。2012年12月12日由avex trax發行。
而ORANGE CARAMEL的翻唱版本之CD+DVD還分成「LIPSTICK盤」、「拉姆盤」、「多樣盤」及「CD ONLY盤」共四種形式。其中「拉姆盤」的封面是用ORANGE CARAMEL的所有成員都打扮成《福星小子》女主角拉姆造型的照片。CD ONLY盤則特別收錄了她們的企劃製作人DAISHI DANCE作為「期盼日語版歌曲製作」的票選活動，結果，由「milk shake [Japan Ver.]」以第一名被選出，與其它歌曲「LIPSTICK」、「拉姆的情歌」一起同時在CD ONLY盤收錄。

#### 收錄歌曲
LIPSTICK盤
| Disc1: CD | Disc1: CD             | Disc1: CD       | Disc1: CD | Disc1: CD        | Disc1: CD |
| 曲序      | 曲目                  |                 | 作曲      | 编曲             | 时长      |
| --------- | --------------------- | --------------- | --------- | ---------------- | --------- |
| 1.        | LIPSTICK [Japan Ver.] | Masaki Fujiwara | IGGY, SYB | IGGY, SYB        | 3:21      |
| 2.        | 拉姆的情歌            | 伊藤皓          | 小林泉美  | YASUSHI WATANABE | 2:41      |

| Disc2: DVD | Disc2: DVD                           |
| 曲序       | 曲目                                 |
| ---------- | ------------------------------------ |
| 1.         | LIPSTICK [Japan Ver.]（Music Video） |
| 2.         | LIPSTICK Dance Movie                 |
| 3.         | acket Shooting Making Movie          |

拉姆盤
| Disc1: CD | Disc1: CD             | Disc1: CD       | Disc1: CD | Disc1: CD        | Disc1: CD |
| 曲序      | 曲目                  |                 | 作曲      | 编曲             | 时长      |
| --------- | --------------------- | --------------- | --------- | ---------------- | --------- |
| 1.        | LIPSTICK [Japan Ver.] | Masaki Fujiwara | IGGY, SYB | IGGY, SYB        | 3:21      |
| 2.        | 拉姆的情歌            | 伊藤皓          | 小林泉美  | YASUSHI WATANABE | 2:41      |

| Disc2: DVD | Disc2: DVD                 |
| 曲序       | 曲目                       |
| ---------- | -------------------------- |
| 1.         | 拉姆的情歌（Music Video）  |
| 2.         | 拉姆的情歌（Making Movie） |

多樣盤
| Disc1: CD | Disc1: CD             | Disc1: CD       | Disc1: CD | Disc1: CD        | Disc1: CD |
| 曲序      | 曲目                  |                 | 作曲      | 编曲             | 时长      |
| --------- | --------------------- | --------------- | --------- | ---------------- | --------- |
| 1.        | LIPSTICK [Japan Ver.] | Masaki Fujiwara | IGGY, SYB | IGGY, SYB        | 3:21      |
| 2.        | 拉姆的情歌            | 伊藤皓          | 小林泉美  | YASUSHI WATANABE | 2:41      |

| Disc2: DVD | Disc2: DVD                                                                    |
| 曲序       | 曲目                                                                          |
| ---------- | ----------------------------------------------------------------------------- |
| 1.         | バラエティ番組「オレキャラチャンネル!〜ORANGE CARAMELのバツゲームはイヤよ〜」 |

CD ONLY盤
| Disc1: CD | Disc1: CD                   | Disc1: CD       | Disc1: CD                      | Disc1: CD                | Disc1: CD |
| 曲序      | 曲目                        |                 | 作曲                           | 编曲                     | 时长      |
| --------- | --------------------------- | --------------- | ------------------------------ | ------------------------ | --------- |
| 1.        | LIPSTICK [Japan Ver.]       | Masaki Fujiwara | IGGY, SYB                      | IGGY, SYB                | 3:21      |
| 2.        | 拉姆的情歌                  | 伊藤皓          | 小林泉美                       | YASUSHI WATANABE         | 2:41      |
| 3.        | milk shake [Japan Ver.]（） | 岡嶋加奈多        | DAISHI DANCE, BLACC HOLE, DJ R | DAISHI DANCE, BLACC HOLE | 3:38      |
| 4.        | LIPSTICK（instrumental）    |                 |                                |                          | 3:21      |
| 5.        | 拉姆的情歌（instrumental）  |                 |                                |                          | 2:42      |
| 6.        | milk shake（instrumental）  |                 |                                |                          | 3:36      |

### 獨立單曲之外的其他翻唱版本
- 此處的介紹不包含LIVE或在電視上表演獻唱、演奏，卻沒有以實體商品方式收錄。
- 粗體字表示說明與動畫《福星小子》作品相關進行翻唱的歌手及主唱。

1982年
- 山野智子－收錄在專輯《動畫歌的花束》裡。

1983年
- 華娃－由鄭錦富作詞，將歌詞從日文翻譯成廣東話的內容。然後歌曲名稱叫作「山T女福星」。並在當時的香港電視頻道亞洲電視作為廣東話配音版「福星小子」片頭主題曲使用（節目名稱譯作「我是山T女福星」）。此翻唱版於香港播出之後，還被小人國製作中心收錄在《醒目仔時間歌曲精選》和《1986卡通穿梭30首》這2張企劃專輯裡。

1984年
- MIO（現改名MIQ）－收錄在翻唱專輯《MIO ANIME BEST SELECTION ～來自L-Gaim～》裡。

1986年
- 平野文－收錄在專輯《Fumi的拉姆的情歌》裡。

1997年
- DJ TAKAWO & SET－收錄在獨唱專輯《ANITECHNO THE COMPLETE BEST》裡作為集成曲之一。
- 嘉門達夫（日语：嘉門タツオ）－收錄在單曲「替」裡。
- TWO-B-FREE－收錄在專輯《ANIGROOVE》裡。

1998年
- Animetal Lady（日语：アニメタルレディー）－收錄在專輯《Animetal Lady Marathon》裡作為集成曲之一。

2000年
- KAKO－收錄在獨唱專輯裡。後來又在2001年發行的《BEST & MORE》中再次收錄。

2001年
- Gemini－收錄在單曲「沖/」裡。並在東京電視台播出的電視劇《大調查!!日本人原來如此》當作片尾主題曲使用。
- MA-U－收錄在獨唱專輯《Your美少女傳說》裡。

2002年
- HEAVY HITTER♂（日语：HEAVY HITTER）－收錄在專輯《動畫與龐克甲子園》裡（還有歌名被改成「福星小子的主題曲」）。
- Kaco－兩度收錄在於街機音樂遊戲《pop'n music7》及《pop'n music 7 AC CS pop'n music 5》裡。

2003年
- KENETEK－收錄在獨唱專輯《ANIME TRANCE》裡。

2004年
- 長瀨智也－作為立頓檸檬茶廣告歌曲使用。從未CD化。

2005年
- THE APRILS（日语：エイプリルズ）－收錄在Split單曲「Orangenoise shortcut/Aprils》裡。
- 夏川純－收錄在專輯《姬TRANCE ANIME PARTY》裡。
- maruyama kumi－收錄在獨唱專輯《ANIME SPEED（Non-stop Mega Mix）》裡。由於是用CCCD形式販售，所以沒有跟2008年發行的一般CD收錄。
- 宮城舞（日语：宮城舞）－收錄在獨唱專輯《GAL TRANCE PARTY》裡。
- 松谷祐子（日语：松谷祐子）－收錄在獨唱專輯《Anisong NO.1》，由原唱者她本人重新翻唱。
- MUH～（日语：MUH〜）－收錄在專輯《☆MUH～》裡。
- 森口博子－收錄在NHK-BS《動畫主題歌大全集》（代理翻唱）。從未媒介化。

2006年
- 北出菜奈－收錄在迷你翻唱專輯《Cutie Bunny ～菜奈的大作C.B.R.～》及專輯《I scream（日语：I scream）》裡。《I scream》收錄的版本另外加入與原唱版氛圍完全不同，只有在此專輯才特有的重新編曲內容。
- 小坂梨由－數位音樂下載限定形式發售。
- 高野健一（日语：高野健一）－收錄在迷你專輯《YES.》裡。
- 中澤優子（日语：中澤優子 (グラビアアイドル)）－收錄在單曲「機嫌」裡。石丸電氣（日语：石丸電気）限定販售歌曲。

2007年
- 伊瀨茉莉也－收錄在獨唱專輯《百歌聲爛 女性聲優篇》裡作為集成曲之一。
- 後藤今日香（後藤叶圭）－收錄在專輯《Anime Covers Collection Vol．2 -美少女動畫篇-》裡。
- 齊藤沙也香－收錄在獨唱專輯《GALPARTY》裡。
- 雙海真美（下田麻美）－收錄在專輯《THE IDOLM@STER MASTER ARTIST 2 -FIRST SEASON- 08 雙海真美（日语：THE IDOLM@STER MASTER ARTIST 2#08 双海真美）》裡。僅限用郵購交易。至於在市面上以一般販售發行時於專輯《MASTER ARTIST 06》中再收錄。
- 鈴木麻里惠（日语：鈴木まりえ）－收錄在單曲「動畫歌曲翻唱集 拉姆的情歌」裡。
- （林奈奈子、武石步實、岩本小百合、妻鹿綾）－收錄在專輯《CD「狼怖」》裡。
- 松來未祐－收錄在獨唱專輯《百歌聲爛 女性聲優篇》裡作為集成曲之一。
- 凛花與服部正太郎－收錄在獨唱專輯《BOSSANIMATION》裡。
- 真殿光昭－收錄在獨唱專輯《百歌聲爛 男性聲優篇》裡作為集成曲之一。
- 桃井晴子－收錄在專輯《8BIT》裡。
- 山本梓－收錄在單曲「梓☆虎 ～福星小子 拉姆的情歌」裡。還有「宇宙糟糕了！」當作B面歌曲收錄。
- LONNY feat ☆★－收錄在獨唱專輯《P-TRANCE vol.2》裡。

2008年
- I'iwi（日语：宮原永海）－收錄在專輯《ANIME HOUSE 01》裡。
- 岩男潤子－收錄在專輯《ANIME ON BOSSA》裡。
- Cover Song Dolls（日语：カバーソング・ドールズ）－收錄在專輯《Cover Doll Anisong COVER SONG DOLLS 3》裡。但只限定數位音樂下載。
- ＃9－收錄在獨唱專輯《精選名曲 SKANIMATION》裡。原本只限定數位音樂下載販售，但後來有CD化，收錄在專輯《THE BEST OF SKA BAR》裡。
- 響聖羅&一條司－收錄在專輯裡。
- 田中心－收錄在獨唱專輯《萌！Future8bit3 8bit未旅行》裡。
- DOMINO88（日语：DOMINO88）－收錄在獨唱專輯《僕！ ～～》裡。另外，也有收錄此翻唱歌曲。
- 名塚佳織－收錄在獨唱專輯《百歌聲爛 女性聲優篇》裡作為集成曲之一。
- 瑞田茉莉－收錄在專輯裡。但只限定數位音樂下載。

2009年
- ANIPUNK（日语：アニパンク）－收錄在專輯《序》裡。
- Scott Murphy（英语：Allister）－收錄在專輯《GUILTY PLEASURES LOVE》裡。
- GASATSUMA－收錄在獨唱專輯《☆ダンスコレクション 壱ノ舞》裡。但只限定數位音樂下載。
- The Emigrants－收錄在專輯《Anime Lovers》裡。
- 腹八分－收錄在專輯《腹八分目的Anisong act 2》裡。
- 平井堅－2008年12月24日於演唱會現場中獻唱，此演唱會後來經過錄影之後收錄在DVD《Ken Hirai Films Vol.11 Ken's Bar 10th Anniversary》裡。在純音樂檔方面從未CD化。

2010年
- AYAMI（日语：AYAMI）－收錄在專輯裡。
- －收錄在獨唱專輯《Anime Hits -Anime Hits in 80's Disco Style》裡。
- en-Ray（日语：エンレイ）－以中文歌詞內容使用在三得利『烏龍茶』廣告歌曲中。從未CD化。
- 加護亞依 × Mr.Hardgroove（全民公敵組合）－收錄在獨唱專輯《魔女娘Cluv》裡。
- 金田朋子－此翻唱版曾被使用在柏青歌遊戲《CR花札物語（日语：CR花札物語）》在中大獎時的音樂上。從未CD化（還有歌名被改成「福星小子的主題曲」）。
- Clémentine－以法文歌詞內容加上巴薩諾瓦編曲曲風收錄在專輯《~Bossa Du Anime~（日语：アニメンティーヌ 〜ボッサ・ドゥ・アニメ〜）》裡。此翻唱版後來也被用在日本綜藝節目《空耳時間》的捏他上。
- 後藤邑子－收錄在翻唱專輯《ごとそん（日语：ごとそん）》裡。
- 琴葉麻里亞－收錄在專輯《葉》裡。
- Starving Trancer feat.CAMRY－收錄在獨唱專輯《EXIT TRANCE PRESENTS R25 SPEED ANIME TRANCE BEST5》裡。
- 島本須美－收錄在專輯《sings her LEGENDS》裡。
- 田村由香里－收錄在演唱會專輯《LOVE LIVE *Princess a la mode*》裡。並有收錄演唱會的錄影內容，在純音樂檔方面從未CD化。
- Dr.Production feat. RIN －收錄在獨唱專輯裡。

2011年
- Earth Project－收錄在翻唱專輯《JAPAN HITSONG NONSTOP EUROBEAT JANIME》裡。
- 如月久留美－收錄在翻唱專輯《Sweet Princess》裡。
- Ura☆Rio（日语：萩原うらら）（萩原麗、坂本莉央）－收錄在翻唱專輯《AniAni！》裡。
- KANAN－收錄在翻唱專輯《Eropop Anime》裡。
- 木村春代－收錄在專輯《二胡 萌篇》裡。
- 見－收錄在翻唱專輯《音MAX VOL.2 VOCAL TRANCE》裡。但只限定數位音樂下載。
- DRIFT ANGELS（日语：アップガレージ#アップガレージ ドリフトエンジェルス）（高橋千咲姬（日语：高橋千咲姫）、立花咲（日语：立花サキ）、熊乃藍、彩世梅）－收錄在單曲「I'm your Angel」裡。
- 早見沙織 (高嶺愛花)－收錄在翻唱專輯《唱歌吧♪LovePlus》裡。
- 平野凛－以中文歌詞內容收錄在翻唱專輯《大家好!! ～中文的Anisong翻唱》裡。
- Naomile（日语：Naomile）－以J-POP HOUSE編曲曲風收錄在翻唱專輯《SWEETS HOUSE COOKIE》裡。
- nenelulu－收錄在翻唱專輯《。。 ～80's 神曲元歌～》裡。
- LISP－收錄在專輯《Light In a Small Prism》裡。

2012年
- Orange Caramel－收錄在單曲「LIPSTICK/拉姆的情歌」裡。並分成4張不同種類的CD收錄，其中有2張是歌曲PV和影片幕後花絮內容，另外1張DVD收錄的是卡拉OK歌曲內容。
- Circuit A－收錄在翻唱專輯《電腦TRANCE 回路A JANIME》裡。但只限定數位音樂下載。
- Circuit B－收錄在翻唱專輯《電腦TRANCE 回路B JANIME》裡。但只限定數位音樂下載。
- 豐口惠－收錄在獨唱專輯《新·百歌聲爛II 女性聲優篇》裡作為集成曲之一。
- Boy Meets Girl（尾上文、今井忍）（日语：ボーイ・ミーツ・ガール#グループ名）－以英文歌詞內容收錄在翻唱專輯《BOSSA ～似合SONGS～》裡。但只限定數位音樂下載。

2013年
- 榎亞里莎－收錄在翻唱專輯《彩女神2》裡。
- Sara Jangfeldt－由瑞典音樂DJRasmus Faber（英语：Rasmus Faber）編曲成爵士樂曲風收錄在專輯《Platina Jazz ～Anime Standards～（日语：ラスマス・フェイバー・プレゼンツ・プラチナ・ジャズ 〜アニメ・スタンダード〜）》裡。後來又在2014年發行的《Platina Jazz - Anime Hits Sessions》再收錄。
- 藥師丸悅子（日语：やくしまるえつこ）－以搭配JT Beverage（日语：ジャパンビバレッジホールディングス）《桃之天然水 Momomo篇》的廣告影片內容，將重新填寫的歌詞和重新編曲的內容作為廣告歌曲使用。從未CD化。

2014年
- azumi（日语：azumi）－以爵士樂曲風收錄在專輯《NEW STANDARD》裡。
- samA－收錄在samA & EAU DE MOND的翻唱專輯《JAZZ ANIMATIONS》裡。
- Peach sugar snow（日语：Peach sleep sky）－收錄在進行全國各地巡迴活動的偶像團體偶像8組的翻唱專輯《EDGE BEAT IDOL vol.1 -Anisong Cover EDITION-》裡。
- Mary－收錄在DVD《Anisong Exercise》裡。編舞由TAKAHIRO（日语：上野隆博）負責規劃，製作成健身音樂錄製在DVD裡與健身書一起販售。
- 美吉田月（日语：美吉田月）－收錄在翻唱專輯《{Ska Flavor loves Anisong！-Deluxe Edition-》裡。但只限定數位音樂下載。
- 村上由紀（日语：村上ゆき）－收錄在翻唱專輯《Piano Woman ～朋友的力量～》裡。
- 榊原由依－收錄在翻唱專輯《LOVE×CoverSongs》裡。
- Rola&畠山佐和－以搭配JT Beverage《桃之天然水 Momomo篇》的廣告影片內容，將重新填寫的歌詞和重新編曲的內容作為廣告歌曲使用。從未CD化。

2015年
- 天使萌－收錄在翻唱專輯《亞麻色頭髮的少女》當B面歌曲收錄。還有，此專輯的限定版有附贈DVD。

2016年
- Airii Yami－收錄在翻唱專輯《Gunnison！Airii Yami from SPAIN》裡。
- Ceopie－收錄在翻唱專輯《Ceopie #5 ～HANEDA INTERNATIONAL ANIME MUSIC FESTIVAL Presents～》裡。但只限定數位音樂下載。
- Desi－收錄在翻唱專輯《Gunnison！Desi from GERNAMY ♯05》裡。
- Stephanie Yanez－收錄在翻唱專輯《Gunnison！Stephanie Yanez from U.S.A ♯02》裡。

2017年
- Anzu Lilia－收錄在翻唱專輯《Anzu Lilia #1 ～HANEDA INTERNATIONAL ANIME MUSIC FESTIVAL Presents～》裡。但只限定數位音樂下載。
- 想成為魔法少女隊－收錄在翻唱專輯裡。
- MANDY B.BLUE－收錄在翻唱專輯《Gunnison！MANDY B.BLUE from SPAIN #4》裡。

2023年
- 上坂堇－收錄在2022年版動畫DVD及BD Box 1裡。

## 資料來源
1. 1 2  《少年Sunday Fick 福星小子 5》，小學館，1983年（日本昭和58年）1月10日發行，第46頁。雜誌 60661-9
2. ↑  《Oricon公信榜 Book：1968-1997》，Oricon，1997年，第319頁。ISBN 4-87131-041-8。
3. ↑  . Discogs.   [2017-11-23]. （原始内容存档于2017-09-12） （英语）.
4. ↑  . Yashiro-bu.   [2017-11-23]. （原始内容存档于2020-11-26） （日语）.
5. ↑  . kasi-time.   [2017-11-23] （日语）.[永久]
6. 1 2  . ORICON NEWS. Oricon. 2007-02-08  [2018-10-27]. （原始内容存档于2018-10-27） （日语）.
7. 1 2  . livedoor NEWS. livedoor. 2007-03-11  [2018-10-27]. （原始内容存档于2020-08-07） （日语）.
8. 1 2  . 秋葉原經濟新聞. 2007-02-20  [2018-10-27]. （原始内容存档于2020-10-29） （日语）.
9. ↑  . Oricon Archives.   [2017-11-23]. （原始内容存档于2013-07-02） （日语）.
10. 1 2  . YesAsia.   [2017-11-23]. （原始内容存档于2019-11-30） （英语）.
11. 1 2  . YesAsia.   [2017-11-23]. （原始内容存档于2019-11-30） （英语）.
12. ↑  . Oricon.   [2017-11-23]. （原始内容存档于2019-12-01） （日语）.
13. 1 2  . misono Official.   [2017-11-23]. （原始内容存档于2019-12-02） （日语）.
14. ↑  . Weblio.   [2017-11-23]. （原始内容存档于2017-09-18） （日语）.
15. 1 2 3  . 音樂Natalie. 株式會社Natasha. 2012-11-04  [2018-10-27]. （原始内容存档于2019-04-12） （日语）.
16. 1 2 3  . bounce. TOWER RECORDS ONLINE. 2012-10-23  [2018-10-26]. （原始内容存档于2020-09-30） （日语）.